# Pycnovellomyces foliicola
Pycnovellomyces foliicola är en svampart som beskrevs av R.F. Castañeda 1987. Pycnovellomyces foliicola ingår i släktet Pycnovellomyces, klassen Agaricomycetes, divisionen basidiesvampar och riket svampar.   Inga underarter finns listade i Catalogue of Life.